# Смердюча
Смердюча — річка в Україні у Звенигородському районі Черкаської області. Права притока річки Гнилого Тікичу (басейн Південного Бугу).

## Опис
Довжина річки приблизно 6,37 км, найкоротша відстань між витоком і гирлом — 6,10  км, коефіцієнт звивистості річки — 1,04 . Формується декількома струмками та загатами. На деяких ділянках річка пересихає.

## Розташування
Бере початок на південно-східній стороні від села Мизинівка. Тече переважно на південний схід через село Озірна і у місті Звенигородка впадає у річку Гнилий Тікич, ліву притоку річки Тікичу.

## Цікаві факти
- Біля міста Звенигородка річку перетинає автошлях Р04[2] (автомобільний шлях регіонального значення на території України, Київ — Звенигородка. Проходить територією Київської та Черкаської областей.).
- На річці існують газгольдери та газові свердловини[3], а у XIX столітті — декілька водяних млинів[4].